# بلوار ارم (شیراز)
بلوار ارم یکی از بلوارهای شمالی شیراز است. این بلوار قسمتی از منطقه یک شهرداری شیراز محسوب می‌شود. این بلوار از شرق به بلوار آزادی و از غرب به میدان ارم، بلوار جمهوری اسلامی و بلوار دانشجو دسترسی دارد. این بلوار در نزدیکی دانشگاه شیراز  قرار دارد.

## دلیل نامگذاری
باغ ارم یکی از زیباترین و معروف‌ترین باغ‌های ایران در مجاور این بلوار قرار دارد.

## خانه‌های بلوار ارم
خانه‌های موجود در بلوار ارم بیشتر خانه‌های ویلایی با متراژ بالا هستند. این بلوار جزو گران‌ترین بلوارهای شیراز و حتی ایران شناخته می‌شود.

## مسیر
| از شرق به غرب | از شرق به غرب                                  | از شرق به غرب |
| ------------- | ---------------------------------------------- | ------------- |
|               | بلوار آزادی                                    |               |
|               | خیابان نارون                                   |               |
|               | خیابان سروناز                                  |               |
| میدان ارم     | بلوار جمهوری اسلامی بلوار دانشجو بلوار دانشگاه |               |
| از غرب به شرق |                                                |               |

## ترابری

### اتوبوسرانی
- خط ۷۳
- خط ۷۴[۴]